# 东本愿寺 (大连)
东本愿寺旧址，俗称“南山大庙”，位于中华人民共和国辽宁省大连市中山区胜利东路麒麟西巷1号，已列为大连市文物保护单位。

## 历史
大连东本愿寺建于日占时期的1915年，是日本京都东本愿寺的关东别院，信奉佛教净土真宗，是大连最大的一座寺庙。1945年后改为大连市图书馆书库。1990年为大连京剧团所在地；2007年更名为大连京剧院。京剧院搬离后空置。

## 建筑
东本愿寺是大连仅存的两个日本寺庙之一。二层砖木结构，出檐深远。屋脊和山墙雕刻精美。表面镀金。

## 保护
1993年3月10日，东本愿寺旧址公布为第三批大连市文物保护单位。